# Đội tuyển bóng đá U-20 nữ quốc gia Indonesia
Đội tuyển bóng đá U-20 nữ quốc gia Indonesia đại diện cho Indonesia tại giải bóng đá nữ quốc tế và được Hiệp hội bóng đá Indonesia (PSSI) quản lý.

## Cầu thủ

### Đội hình hiện tại
22 cầu thủ sau đây được triệu tập tham dự Giải vô địch bóng đá U-19 nữ ASEAN 2025.
| Số | VT | Cầu thủ              | Ngày sinh (tuổi)  | Trận | Bàn | Câu lạc bộ           |
| -- | -- | -------------------- | ----------------- | ---- | --- | -------------------- |
|    | TM | Gadhiza Asnanza      | 3 tháng 3, 2008   |      |     | Persib Bandung       |
|    | TM | Alleana Ayu Arumy    |                   |      |     | Asprov Jabar         |
|    | TM | Shesilia Desrina     |                   |      |     | Indonesia            |
|    |    |                      |                   |      |     |                      |
|    | HV | Amelia Heselo        | 3 tháng 6, 2007   |      |     | Asprov Papua         |
|    | HV | Merisya Ika Hermawan |                   |      |     | Indonesia            |
|    | HV | Marcha Egis          | 28 tháng 7, 2004  |      |     | Indonesia            |
|    | HV | Nabila Divany        | 22 tháng 10, 2007 |      |     | Asprov Lampung       |
|    | HV | Gea Yumanda          | 27 tháng 6, 2006  |      |     | Makati               |
|    | HV | Jazlyn Kayla         | 26 tháng 8, 2010  |      |     | Roket                |
|    | HV | Nabila Saputri       | 4 tháng 2, 2007   |      |     | Persib Bandung       |
|    |    |                      |                   |      |     |                      |
|    | TV | Zaira Kusuma         | 20 tháng 2, 2007  |      |     | Asprov DKI           |
|    | TV | Syafia Chorlienka    | 25 tháng 10, 2009 |      |     | Arema                |
|    | TV | Nasywa Zetira        | 1 tháng 1, 2008   |      |     | Makati               |
|    | TV | Aulia Arifah         | 21 tháng 3, 2008  |      |     | Asprov Banten        |
|    | TV | Sydney Hopper        | 15 tháng 3, 2007  |      |     | Tulsa SC             |
|    |    |                      |                   |      |     |                      |
|    | TĐ | Shifana Nadhifa      |                   |      |     | Bina Sentra Semarang |
|    | TĐ | Ayunda Dwi Anggraini |                   |      |     | Asprov Jatim         |
|    | TĐ | Allya Putri          | 8 tháng 1, 2008   |      |     | Asprov Babel         |
|    | TĐ | Jezlyn Kayla         | 26 tháng 8, 2010  |      |     | Roket                |
|    | TĐ | Ajeng Sri Handayani  | 13 tháng 12, 2006 |      |     | Persib Bandung       |
|    | TĐ | Nasywa Salsabilla    |                   |      |     | Persib Bandung       |
|    | TĐ | Kikka Putri          | 13 tháng 9, 2008  |      |     | Adhyaksa Kalteng     |

## Thành tích

### Giải vô địch bóng đá U-19 nữ ASEAN
| Giải vô địch bóng đá U-19 nữ ASEAN 2025 | Giải vô địch bóng đá U-19 nữ ASEAN 2025 | Giải vô địch bóng đá U-19 nữ ASEAN 2025 | Giải vô địch bóng đá U-19 nữ ASEAN 2025 | Giải vô địch bóng đá U-19 nữ ASEAN 2025 | Giải vô địch bóng đá U-19 nữ ASEAN 2025 | Giải vô địch bóng đá U-19 nữ ASEAN 2025 | Giải vô địch bóng đá U-19 nữ ASEAN 2025 | Giải vô địch bóng đá U-19 nữ ASEAN 2025 |
| Năm                                     | Vòng                                    | Thứ hạng                                | GP                                      | W                                       | D                                       | L                                       | GF                                      | GA                                      |
| --------------------------------------- | --------------------------------------- | --------------------------------------- | --------------------------------------- | --------------------------------------- | --------------------------------------- | --------------------------------------- | --------------------------------------- | --------------------------------------- |
| 2014                                    | Không đủ điều kiện                      | Không đủ điều kiện                      | Không đủ điều kiện                      | Không đủ điều kiện                      | Không đủ điều kiện                      | Không đủ điều kiện                      | Không đủ điều kiện                      | Không đủ điều kiện                      |
| 2022                                    | Vòng bảng                               | Hạng 5                                  | 4                                       | 2                                       | 0                                       | 2                                       | 3                                       | 5                                       |
| 2023                                    | Vị trí thứ tư                           | Hạng 4                                  | 5                                       | 3                                       | 1                                       | 1                                       | 18                                      | 9                                       |
| 2025                                    | Đang thi đấu                            | Đang thi đấu                            | Đang thi đấu                            | Đang thi đấu                            | Đang thi đấu                            | Đang thi đấu                            | Đang thi đấu                            | Đang thi đấu                            |
| Tổng số                                 | Vị trí thứ tư                           | 3/3                                     | 9                                       | 5                                       | 1                                       | 3                                       | 21                                      | 14                                      |

## Kết quả và lịch thi đấu
Sau đây là danh sách kết quả các trận đấu trong 12 tháng qua, cũng như bất kỳ trận đấu nào sắp tới đã được lên lịch.
      Thắng
      Hòa
      Thua
      Trận đấu sắp tới

### 2025
| Ngày 9 tháng 6 Giải vô địch bóng đá U-19 nữ ASEAN 2025 | Thái Lan                                                                                       | 6–1      | Indonesia       | Thành phố Hồ Chí Minh, Việt Nam   |  |
| 15:00 UTC+7                                            | - Ruttawalin 7' - Kurisara 16' - Manita 25' - Prichakorn 65' - Phatcharaphorn 70' - Rasita 77' | Chi tiết | Nasywa Z. 90+6' | Sân vận động: Sân vận động Quận 8 |  |

| Ngày 11 tháng 6 Giải vô địch bóng đá U-19 nữ ASEAN 2025 | Indonesia  | 1–1 | Campuchia | Thành phố Hồ Chí Minh, Việt Nam    |  |
| 15:00 UTC+7                                             | Jazlyn 12' |     | Moa 7'    | Sân vận động: Sân vận động Đạt Đức |  |

| Ngày 13 tháng 6 Giải vô địch bóng đá U-19 nữ ASEAN 2025 | Indonesia                                             | 4–0 | Malaysia | Thành phố Hồ Chí Minh, Việt Nam    |  |
| 15:00 UTC+7                                             | - Nasywa S. 14' - Hopper 30' - Jazlyn 60' - Allya 63' |     |          | Sân vận động: Sân vận động Phú Thọ |  |

| Ngày 16 tháng 6 Giải vô địch bóng đá U-19 nữ ASEAN 2025 | Việt Nam | v | Indonesia | Thành phố Hồ Chí Minh, Việt Nam       |  |
| 15:00 UTC+7                                             |          |   |           | Sân vận động: Sân vận động Thống Nhất |  |

| Ngày 18 tháng 6 Giải vô địch bóng đá U-19 nữ ASEAN 2025 | Indonesia | v | TBD | Thành phố Hồ Chí Minh, Việt Nam       |  |
| 15:00 UTC+7                                             |           |   |     | Sân vận động: Sân vận động Thống Nhất |  |

| Ngày 6 tháng 8 Vòng loại Cúp bóng đá nữ U-20 châu Á 2026 | Ấn Độ | v | Indonesia | Yangon, Myanmar                     |  |
| 19:00 UTC+6:30                                           |       |   |           | Sân vận động: Sân vận động Thuwunna |  |

| Ngày 8 tháng 8 Vòng loại Cúp bóng đá nữ U-20 châu Á 2026 | Indonesia | v | Myanmar | Yangon, Myanmar                |  |
| 19:00 UTC+6:30                                           |           |   |         | Sân vận động: Thuwunna Stadium |  |

| Ngày 10 tháng 8 Vòng loại Cúp bóng đá nữ U-20 châu Á 2026 | Indonesia | v | Turkmenistan | Yangon, Myanmar                     |  |
| 19:00 UTC+6:30                                            |           |   |              | Sân vận động: Sân vận động Thuwunna |  |